# Association suisse pour le suffrage féminin
L'Association suisse pour le suffrage féminin (ASSF) est une organisation suisse pour le suffrage féminin en Suisse fondée en 1909, et devenue en 1971 l'Association suisse pour les droits de la femme (ADF).

## Histoire

### Contexte
Dans la première moitié du XIXe siècle, les femmes demandent plus l'égalité de leurs droits civils que des droits politiques. Lors d'une révision de la constitution cantonale en 1868, les habitantes de Zurich sont les premières à réclamer le droit de vote et d'éligibilité,. Des juristes conseillent aux femmes de commencer par revendiquer des droits en matière religieuse, scolaire et sociale, estimant que le suffrage féminin suivra naturellement. En 1893, l'Union suisse des ouvrières réclame le suffrage féminin. En 1904, le Parti socialiste suisse se prononce en faveur du droit de vote des femmes et est le premier parti à s'exprimer dans ce sens,

### Association suisse pour le suffrage féminin

#### Fondation des premières associations cantonales et de l'ASSF
À partir de 1905, des associations pour le suffrage féminin sont créées dans différentes villes de Suisse. Une telle association est ainsi créée en 1907 à Genève. En 1909, les sept associations pour le droit de vote des femmes existant dans différentes parties de la Suisse se regroupent au sein de l'Association suisse pour le suffrage féminin. Elle compte seulement 765 membres l'année de sa fondation, mais bénéficie d'un important réseau, que ce soit dans le monde politique ou dans les autres associations féminines. L'ASSF suit la ligne directrice proposée par les juristes, et son activité de relations publiques concerne l'égalité économique, sociale et juridique autant que l'égalité politique et le droit de vote. Si elle pense que l'article 4 de la Constitution pourrait être réinterprété pour accorder directement le droit de vote aux femmes, elle se résigne à devoir viser un changement de la Constitution. Les femmes de l'ASSF sont souvent salariées, éduquées à l'université et appartenant à la bourgeoisie protestante,. C'est également en 1909 qu'une section est créée dans le canton de Neuchâtel.

#### Entre-deux-guerres
Après la Première Guerre mondiale, l'ASSF soutient les différentes interventions déposées par le Parti socialiste en faveur du suffrage féminin. Elle s'engage dans plusieurs campagnes de votation qui ont lieu au niveau cantonal dans l'immédiat après-guerre, mais le suffrage féminin y est systématiquement refusé. En 1929, dans la foulée de la première Exposition nationale suisse pour le travail féminin organisée en 1928 par l'Alliance de sociétés féminines suisses et d'autres organisations, l'ASSF et les Femmes socialistes font signer une pétition pour le suffrage féminin par 249 237 personnes (78 840 hommes et 170 397 femmes) et la remettent au Conseil fédéral,. Ce dernier n'y répond pas,. Parallèlement au travail réalisé en Suisse, l'ASSF s'engage également au niveau international, dans l'Alliance internationale pour le suffrage des femmes, dont la genevoise Émilie Gourd est secrétaire. En 1934, l'ASSF fait partie des associations fondatrices de la communauté de travail La femme et la démocratie. En 1938, Marcelle Bard, qui est la première femme pasteure en Suisse dirige un culte protestant lors de l'assemblée de l’Association suisse pour le suffrage féminin.

#### Après-guerre: vers l'introduction du suffrage féminin dans de nombreux cantons et au niveau suisse
Dans les années 1940, une nouvelle série de votations ont lieu dans différents cantons pour introduire le suffrage féminin. L'ASSF s'engage dans ces campagnes, mais aucune n'aboutit à un résultat positif. En 1945, elle est active dans la création du Comité suisse d'action pour le suffrage féminin. En 1957, elle s'oppose à l'obligation pour les femmes de participer à la protection civile tant qu'elles n'ont pas le droit de vote. Les premiers cantons, Genève, Neuchâtel et Vaud, se prononcent en faveur du suffrage féminin au niveau cantonal en 1959. Le 1er février de la même année toutefois, le peuple suisse refuse à 69 % l'introduction du droit de vote pour les femmes au niveau fédéral, une campagne de votation dans laquelle l'ASSF s'est engagée,. Elle s'engage alors de manière accrue pour la formation politique des femmes.
À la fin des années 1960, l'ASSF s'oppose à la signature de la Convention européenne des droits de l'homme si elle n'est pas accompagnée par le suffrage féminin. En mars 1969, à la suite de la signature de cette convention, l'ASSF organise une marche à Berne. À la même époque, le Mouvement de libération des femmes, qui se veut moins consensuel que l'ASSF, est créé. Le conseil fédéral prépare un projet de loi sur l'introduction du suffrage féminin, soumis à référendum en février 1971. Le suffrage féminin est acté dans l'ensemble de la confédération en 1971.

### Association suisse pour les droits de la femme
À la suite de l'introduction du suffrage féminin au niveau fédéral en 1971, l'ASSF devient l'Association suisse pour les droits de la femme (ADF). L'engagement de l'ADF évolue progressivement vers un soutien des femmes actives en politique et en faveur des droits économiques et sociaux des femmes.

## Présidence
- 1909-1912 : Auguste de Morsier
- 1912-1914 : Louise von Arx-Lack
- 1914-1928 : Émilie Gourd
- 1928-1940 : Annie Leuch-Reineck
- 1940-1952 : Elisabeth Vischer-Alioth
- 1952-1959 : Alix Choisy-Necker
- 1959-1960 : Gertrud Heinzelmann
- 1960-1968 : Lotti Ruckstuhl
- 1968-1977 : Gertrude Girard-Montet
- 1977-1981 : Olivia Egli-Delafontaine
- 1981-1988 : Christiane Langenberger
- 1989-1993 : Ursula Nakamura/Simone Chapuis-Bischof
- 1993-1997 : Simone Chapuis-Bischof
- 1997-2009 : Jessica Kehl-Lauf

Depuis 2009, la présidence est assumée par une section cantonale de l'association, et non plus par une personne.

## Archives de la section neuchâteloise de l'Association suisse pour le suffrage féminin
Les archives de la section neuchâteloise de l'association suisse pour le suffrage féminin sont conservées par les Archives de l'État de Neuchâtel. Ce fonds contient les statuts de l’association, les rapports sur les réunions de l'alliance nationale des sociétés féminines suisses, des procès-verbaux de l'association cantonale neuchâteloise pour le suffrage féminin, de la correspondance, des rapports de gestion, les textes de conférences, une pièce de théâtre sur les droits des femmes et le suffrage féminin ou encore des imprimés, tels que des coupures de presse et des affiches. Ce fonds contient aussi des données plus personnelles ayant appartenu à Clara Waldvogel et Emma Porret.